# 기능 유전체학
기능유전체학은 1990년대 말에 생긴 생명과학 용어로서, 처음에는 DNA칩 데이터를 분석하는 생정보학의 소분야를 뜻했다. 많은 올리고칩이나 마이크로어레이(cDNA기반) 데이터가 나오자 이를 분석하여 RNA의 발현정보를 분석하는 학문이 대두되었고, 이것을 통해 세포의 기능을 연구할 수 있다는 뜻에서 기능유전체학이라고 했다. 그러나, 2000년대로 넘어오면서, 그 용어의 영어뜻을 해석에서 전사체나 발현체외에도 대사체, 상호작용체 및 현상체를 포함한 모든 기능적 유전체학이란 뜻으로 쓰이고 있다.